# Cosmin Băcilă
Cosmin Nicolae Băcilă (n. 10 septembrie 1983, Victoria, România) este un fotbalist român retras din activitate.
A evoluat în prima ligă românească pentru Farul Constanța, Internațional Curtea de Argeș și Pandurii Târgu Jiu.
Pe 18 septembrie 2011, Băcilă a suferit o dublă fractură de tibie și peroneu în urma unui fault al lui Florin Gardoș din meciul jucat de Pandurii cu Steaua București. A suferit o intervenție chirurgicală la Spitalul Universitar de Urgență Elias din București, pe 20 septembrie, de unde a fost externat trei zile mai târziu.

## Legături externe
- Profilul lui Cosmin Băcilă pe Soccerway
- Profil la transfermarkt.ro